# لغات هندية آرية
اللغات الهندية الآرية إحدى فروع اللغات الهندية الإيرانية والتي هي في حد ذاتها إحدى أفرع عائلة اللغات الهندية الأوروبية. المتحدثون باللغات الهندية الآرية (حوالي 1.5 مليار نسمة) يمثلون نحو نصف المتحدثين باللغات الهندية الأوروبية (3 مليار نسمة)، وفقًا لإثنولوج.
يتوزع المتحدثون بتلك المجموعة اللغوية بين اللغة الهندية الأردية (حوالي 240 مليون) واللغة البنغالية (حوالي 230 مليون) واللغة البنجابية (حوالي 90 مليون) واللغة المراثية (حوالي 70 مليون) واللغة الجوجارتية (حوالي 45 مليون) واللغة الأورية (حوالي 30 مليون) واللغة السندية (حوالي 20 مليون) واللغة السرائيكية (حوالي 18 مليون) واللغة النيبالية (حوالي 14 مليون) واللغة السنهالية (حوالي 16 مليون) واللغة الأساميسية (حوالي 13 مليون) بمجموع أكثر من 900 مليون متحدث بتلك اللغات. تمثل تلك اللغات مجموعة فرعية من اللغات الهندية الإيرانية والتي تضم مجموعتين أخرى ين وهما اللغات الإيرانية واللغات النوريستانية.

## تصنيفها

### نظريات
اعتُقد أن العائلة الهندية الآرية بكليتها تُمثل سلسلة لهجوية، حيث تكون اللغات غالبًا انتقالية ناحية السلالات المجاورة. وبسبب هذا، فإن التقسيم إلى لغات ضد لهجات هو أمر جائر إلى حد ما في كثير من الحالات. تصنيف اللغات الهندية الآرية محل جدل، ويجري تخصيص الكثير من المناطق الانتقالية إلى أفرع مختلفة اعتمادًا على التصنيف. ثمة مخاوف ألا يكون نموذج الشجرة كافيًا لتفسير تطور الهندية الآرية الجديدة، واقترح بعض الباحثين نموذج الموجة.

### مجموعات فرعية
في عام 2016، أجرى آنتون آي. كوغان دراسة إحصائية معجمية على اللغات الهندية الآرية الجديدة بناءً على قائمة سواديش مؤلفة من مئة كلمة، مستخدمًا تقنيات طورها عالم مقارنة اللغة والتاريخ وعالم اللغويات المقارنة سيرغي ستاروستين. يبرز نظام التصنيف ذاك لاستبعاد كوغان للداردية من اللغات الهندية الآرية على أساس دراساته السابقة التي تُظهر تشابهًا معجميًا ضعيفًا مع الهندية الآرية (43.5%) وفرقًا طفيفًا في التشابه مع الإيرانية (39.3%). عدّ أيضًا السنهالية – الديفيهية أكثر أفرع الهندية الآرية تغايرًا. ومع ذلك، يميل الإجماع المعاصر لعلماء اللغات الهندية الآرية إلى إدراج الداردية بناءً على السمات المورفولوجية والقواعدية.

### فرضية الداخلية والخارجية
تجادل فرضية الداخلية والخارجية لصالح جوهر وهامش للغات الهندية الآرية، حيث تمثل الهندية الآرية الخارجية (وتضم عمومًا الهندية الآرية الشرقية والجنوبية، وفي بعض الأحيان الهندية الآرية الشمالية الشرقية، والداردية والباهارية) مستوى أقدم من الهندية الآرية القديمة والذي مُزج بدرجات متفاوتة مع المستوى الأحدث وهو الهندية الآرية الداخلية. هي اقتراح مثير للجدل وله تاريخ طويل بدرجات متفاوتة من الأدلة الصوتية والمورفولوجية المزعومة. خضعت منذ أن اقترحها رودولف هويرنلي في عام 1880 وهذبها جورج غريرسون لمراجعات عديدة وقدر كبير من النقاش، وكان آخر تكرار بواسطة فرانكلين ساوثوورث وكلاوس بيتر زولر بناء على أدلة لغوية قوية (ولا سيما زمن ماضٍ خارجي يستخدم -l-). من بعض المشككين بالنظرية سونيتي كومار تشاترجي وكولين بّي. ماسيكا.